# Libor Šulák
Libor Šulák, född 4 mars 1994, är en tjeckisk professionell ishockeyback som spelar för Örebro Hockey i SHL. Han har tidigare spelat för Detroit Red Wings i NHL, Pelicans i Liiga, Piráti Chomutov i Extraliga och 1. česká hokejová liga, Orli Znojmo i österrikiska ishockeyligan och Grand Rapids Griffins i American Hockey League (AHL).
Šulák blev aldrig draftad.

## Statistik
| 2012–2013                         | SK Kadaň                          | 1. liga                           | —   | —  | —  | —  | —  | 2  | 0 | 0 | 0 | 2  |
| 2013–2014                         | Piráti Chomutov                   | Extraliga                         | 32  | 2  | 2  | 4  | 14 | 1  | 0 | 0 | 0 | 0  |
|                                   | SK Kadaň                          | 1. liga                           | 1   | 0  | 0  | 0  | 0  | —  | — | — | — | —  |
| 2014–2015                         | Piráti Chomutov                   | 1. liga                           | 29  | 1  | 5  | 6  | 12 | —0 | 2 | 2 | 4 | 2  |
|                                   | SK Kadaň                          | 1. liga                           | 9   | 3  | 2  | 5  | 10 | —  | — | — | — | —  |
| 2015–2016                         | Orli Znojmo                       | Österrikiska ishockeyligan        | 52  | 6  | 12 | 18 | 14 | 18 | 2 | 4 | 6 | 16 |
| 2016–2017                         | Orli Znojmo                       | Österrikiska ishockeyligan        | 54  | 10 | 18 | 28 | 41 | 4  | 3 | 0 | 3 | 2  |
| 2017–2018                         | Pelicans                          | Liiga                             | 42  | 9  | 23 | 32 | 6  | 3  | 0 | 0 | 0 | 4  |
|                                   | Grand Rapids Griffins             | AHL                               | 2   | 0  | 2  | 2  | 0  | —  | — | — | — | —  |
| 2018–2019                         | Detroit Red Wings                 | NHL                               | 1   | 0  | 0  | 0  | 0  | —  | — | — | — | —  |
| NHL totalt                        | NHL totalt                        | NHL totalt                        | 1   | 0  | 0  | 0  | 0  | —  | — | — | — | —  |
| Österrikiska ishockeyligan totalt | Österrikiska ishockeyligan totalt | Österrikiska ishockeyligan totalt | 106 | 16 | 30 | 46 | 55 | 22 | 5 | 4 | 9 | 18 |
| 1. liga totalt                    | 1. liga totalt                    | 1. liga totalt                    | 39  | 4  | 7  | 11 | 22 | 12 | 2 | 2 | 4 | 4  |

### Internationellt
| Källa: Uppdaterad: 2018-10-05 | Källa: Uppdaterad: 2018-10-05 | Källa: Uppdaterad: 2018-10-05 |         | Utv = Utvisningsminuter | Utv = Utvisningsminuter | Utv = Utvisningsminuter | Utv = Utvisningsminuter | Utv = Utvisningsminuter |
| År                            | Lag                           | Mästerskap                    | Matcher | Mål                     | Assists                 | Poäng                   | Utv                     |                         |
| ----------------------------- | ----------------------------- | ----------------------------- | ------- | ----------------------- | ----------------------- | ----------------------- | ----------------------- | ----------------------- |
| 2012                          | Tjeckien                      | U18-VM                        | 6       | 0                       | 3                       | 3                       | 4                       |                         |
| 2014                          | Tjeckien                      | JVM                           | 5       | 0                       | 0                       | 0                       | 4                       |                         |
| 2017                          | Tjeckien                      | VM                            | 2       | 0                       | 1                       | 1                       | 0                       |                         |
| Junior totalt                 | Junior totalt                 | Junior totalt                 | 11      | 0                       | 3                       | 3                       | 8                       |                         |
| Senior totalt                 | Senior totalt                 | Senior totalt                 | 2       | 0                       | 1                       | 1                       | 0                       |                         |